# Stoeng Treng

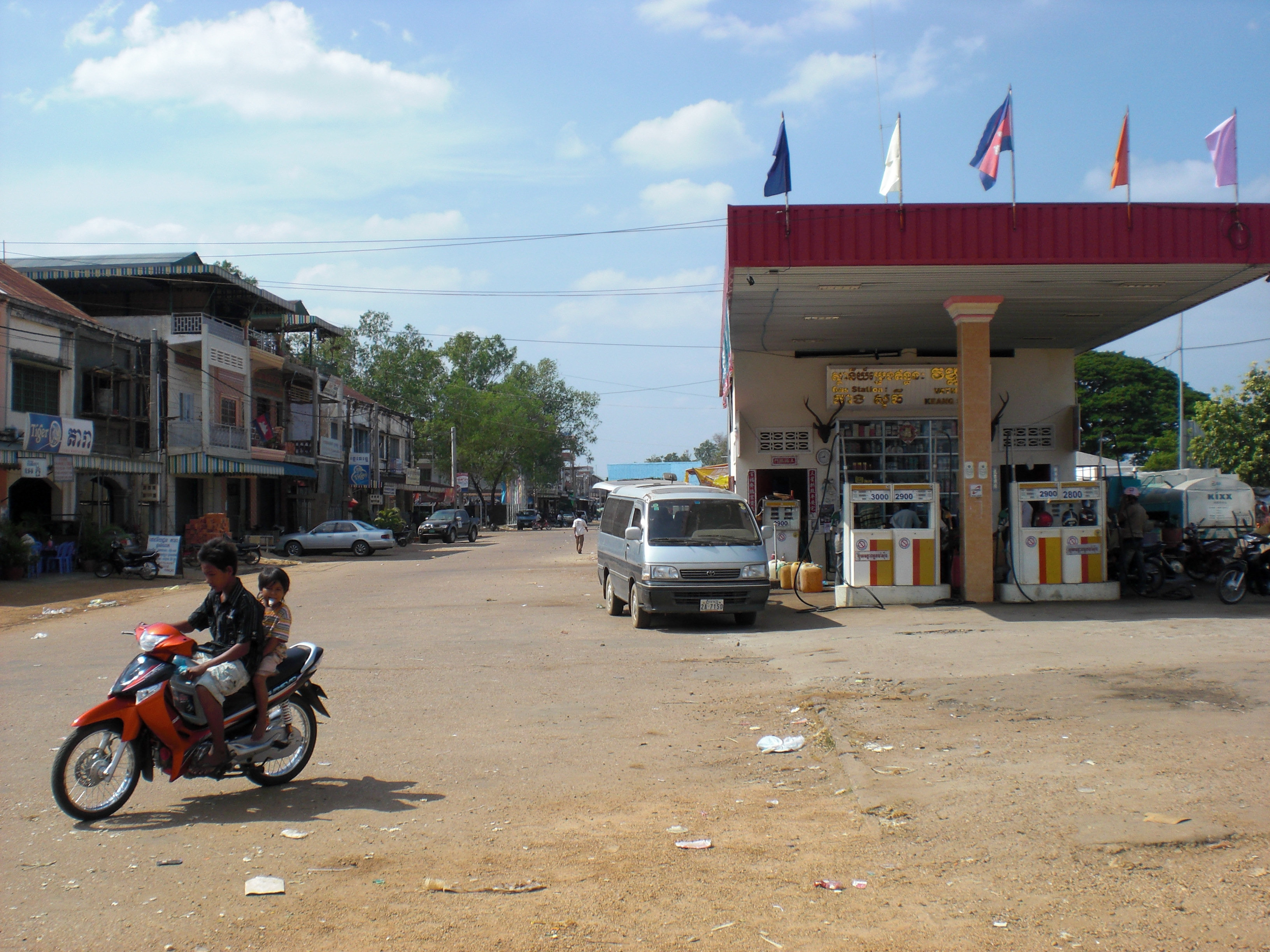
Vue de Stoeng Treng.

Stoeng Treng est une ville du Cambodge, chef-lieu de la province du même nom. Elle est située sur le Mékong, traversé par le pont Stung Treng, à la confluence de la rivière Kong, traversée par le pont Sekong.